# افشین الیان
افشین اِلیان (علیان) (زاده ۸ اسفند ۱۳۴۴ در تهران) یک استاد حقوق، فلسفه‌دان، شاعر و منتقد اسلام ایرانی-هلندی است. وی متخصص در حقوق جنایی بین‌الملل است و در لیدن هلند اقامت دارد. او در سال ۱۳۶۸ به‌عنوان یک پناهندهٔ سیاسی به هلند مهاجرت کرد. به‌علت تهدیدهای مسلمانان افراطی، او زیر محافظت شدید پلیس است.

## زندگی
افشین الیان در تهران متولد شد. در دوره انقلاب ۱۳۵۷ ایران وی از هواداران فدائیان خلق بوده است. پس از انقلاب از آنها جدا شد و به حزب توده متمایل شد با شروع سختگیریها در دهه شصت و غیرقانونی اعلام شدن حزب توده و احتمال دستگیری، (الیان) از کشور خارج شد و ابتدا به پاکستان رفت. پس از چند ماه راهی افغانستان شد و در کابل شروع به تحصیل در رشته پزشکی کرد. در آنجا با تعدادی از فعالان سیاسی ایرانی از جمله سیاوش کسرایی دیدار کرد.
در سال ۱۳۶۸ به هلند پناهنده شد و برای ادامه تحصیل وارد دانشگاه شد و در نهایت در سال ۲۰۰۳ دکتری خود را در رشته حقوق از دانشگاه تیلبورخ دریافت کرد. در حال حاضر وی استاد دانشکده حقوق دانشگاه لیدن هلند است.
از او چند کتاب به زبان هلندی و نوشته‌هایی در نشریه‌های هلندی و بین‌المللی به چاپ رسیده‌است.

## جایزه پیم فورتین
افشین الیان در سال ۲۰۱۵ او به خاطر شهامت و رُک‌گویی در بیان دیدگاه‌هایش دربارهٔ اسلام سیاسی برنده جایزه پیم فورتَین در هلند شد.
اهدای این جایزه به الیان با واکنش‌های مثبت و منفی همزمان در جامعه ایرانی هلند همراه شد. گروهی آنرا مایه افتخار و گروهی از آن شدیداً انتقاد کردند.

## پیوند مرتبط
ایرانیان هلند